# أوديتوريوم (حيفا)
أوديتوريوم حيفا  مسرح لعروض حفلات الموسيقى، تأسس في 1974م ويقع في جبل الكرمل في مدينة حيفا. كل عام، يزور حوالي ربع مليون مشاهد مختلف العروض.
تم تصميم الأوديتوريوم من قِبل الحائز على جائزة إسرائيل الفريد مانزفيلد   والمهندس المعماري دانييل هابكين. 
كل عام، يقام الحفل الافتتاحي والحفل الختامي لمهرجان حيفا السينمائي الدولي في الأوديتوريوم، ويتم عرض العديد من الأفلام فيه. وأيضًا يستضيف مجمع الأحداث السنوية الأخرى.